# Salvador Durán
Salvador Durán Sánchez (Città del Messico, 6 maggio 1985) è un pilota automobilistico messicano.
Ha corso in A1 Grand Prix, Formula Renault 3.5 Series e Formula E con il Team Aguri.

## Carriera

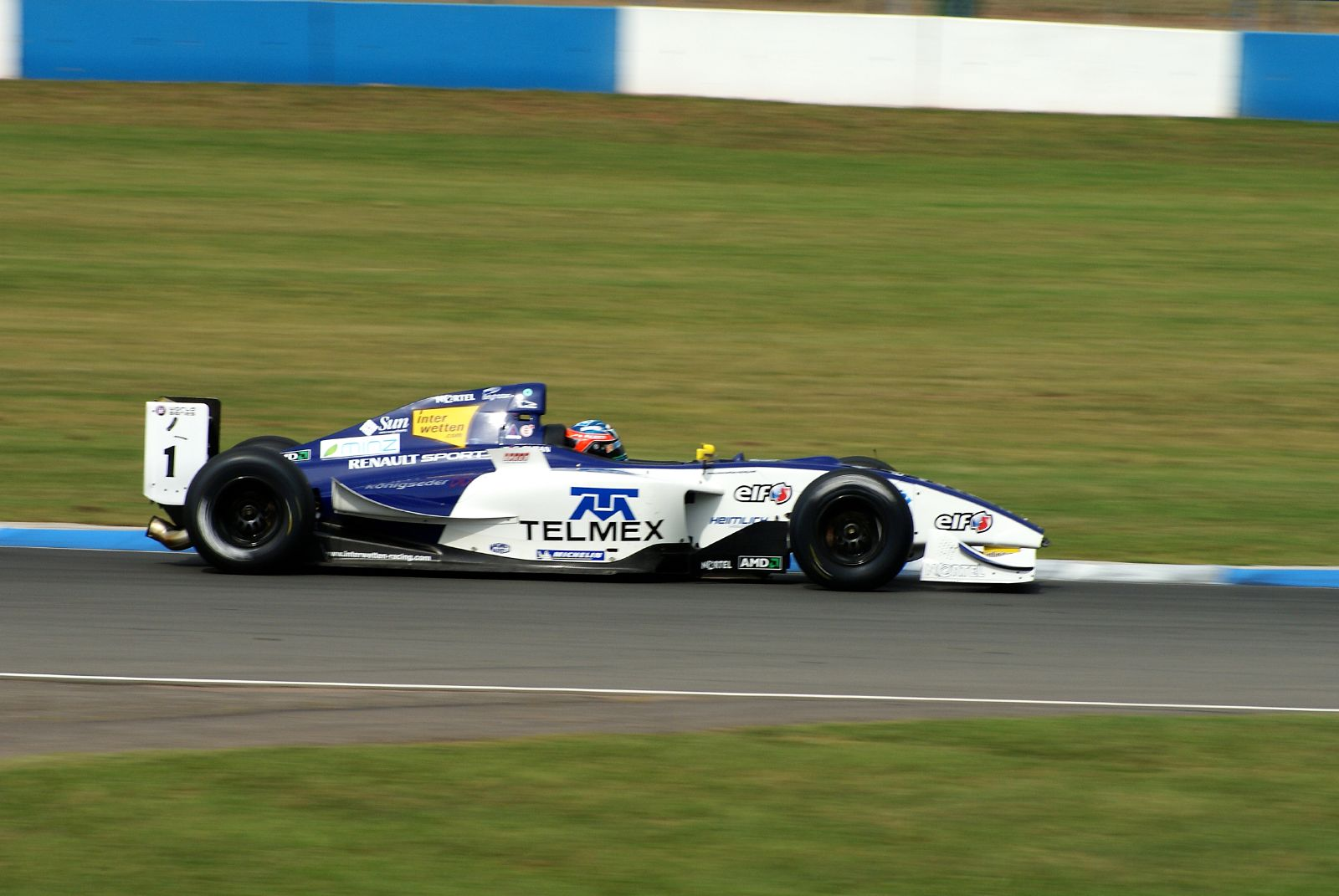
Durán in Formula Renault nel 2007.

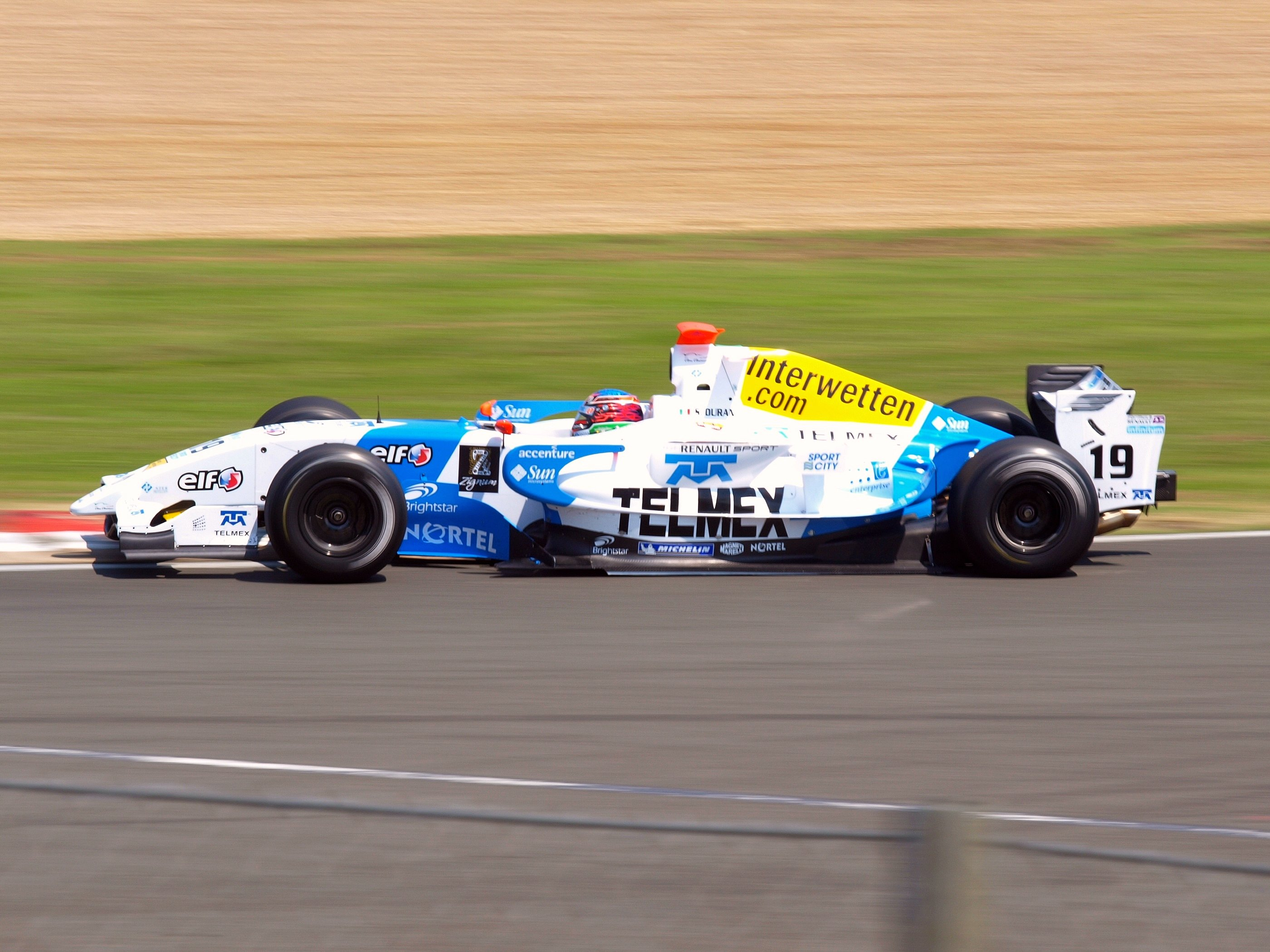
Il pilota messicano nel 2008, sempre in Formula Renault

Inizia a correre nel 2002, quando ottiene un secondo posto nella Skip Barber National e vince il Midwestern Champion Trophy. 

### Tra Formula Renault e Formula 3
Nel 2003 sbarca nella Formula Renault Italiana ed Eurocup, dove ottiene rispettivamente un 8º e un 15º posto. Nel 2004 e 2005 disputa la Formula 3 britannica, ottenendo il titolo nel 2005.
A seguito di questo successo, partecipa nello stesso anno all'A1 Grand Prix, correndo per il Team Mexico, vincendo entrambe le gare negli USA a Laguna Seca.
Nel 2006 torna nella F3 britannica finendo decimo nella classifica finale con un quarto posto come miglior risultato.

### A1 Grand Prix
Verso la fine del 2006, il messicano si iscrive alla seconda stagione dell'A1 Grand Prix. È anche stato uno dei piloti con cui il team Chip Ganassi Racing nel 2007 ha vinto la 24 ore di Daytona, insieme a Juan Pablo Montoya e Scott Pruett.
Nel 2009 torna in A1 Grand Prix, sempre con il team Mexico, per le ultime 4 gare della stagione, finendo terzo nell'ultima gara e permettendo al team di finire 10º nel campionato. Nel 2010 ha gareggiato nella NASCAR Mexico Series per il team Citizen-DHL, ottenendo una pole position e due podi come miglior risultato.

### Formula E

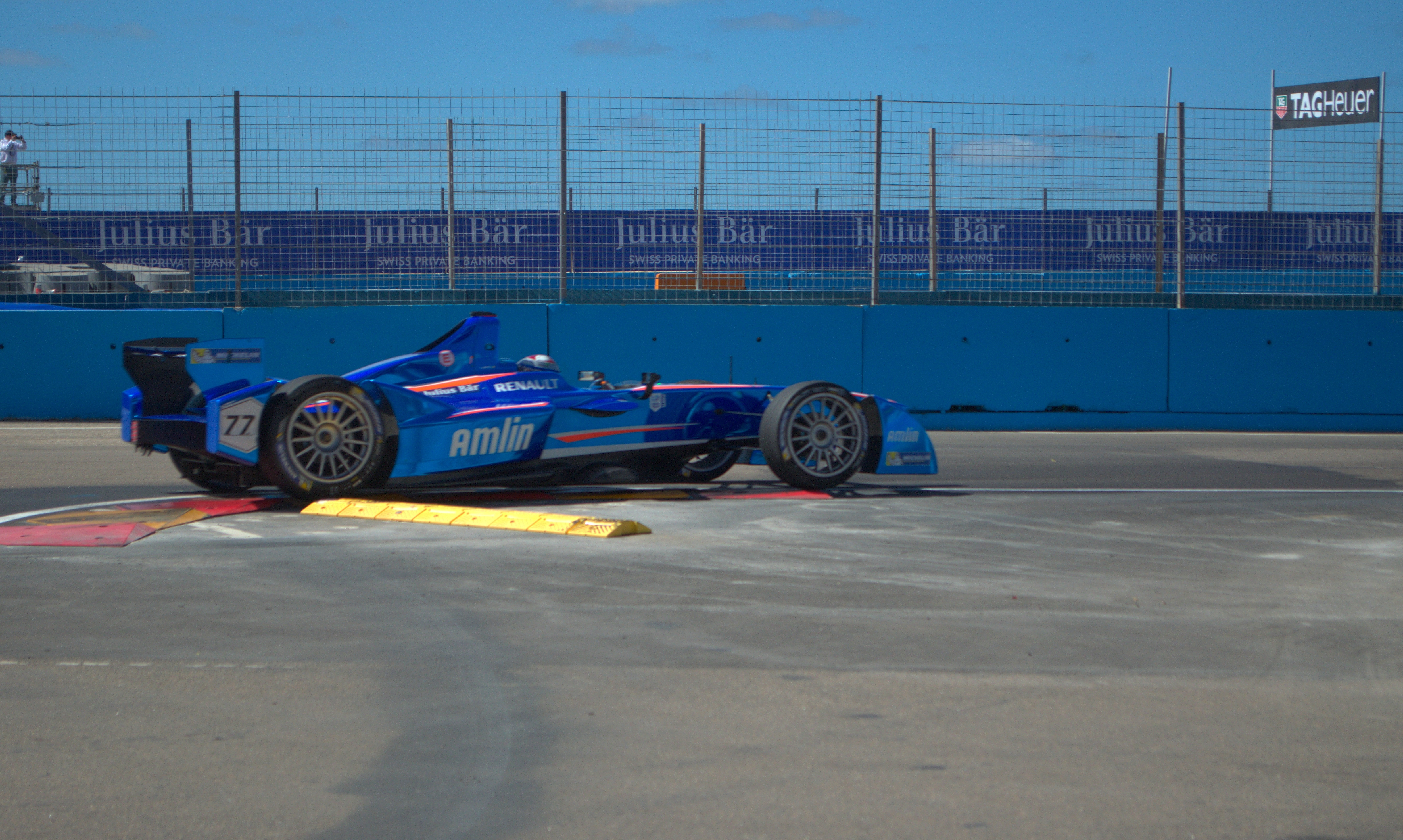
Duran a Punta del Este nel 2014.

Dopo quasi due anni di pausa viene chiamato da Amlin Aguri per disputare l'E-Prix di Punta del Este 2014 in Uruguay, il terzo evento in programma nella prima stagione di Formula E, sostituendo Katherine Legge. La sua stagione è in continuo crescendo, al punto che in varie occasioni si dimostra più rapido del compagno di squadra. A fine stagione firma per il team Trulli, salvo poi tornare dopo tre gare al team Aguri a causa della mancata partecipazione al campionato da parte del team italiano.

## Risultati sportivi
| Stagione | Categorie                                 | Squadra                   | Gare | Vittorie | Pole position | Punti | Posizione |
| -------- | ----------------------------------------- | ------------------------- | ---- | -------- | ------------- | ----- | --------- |
| 2002     | Formula Renault Monza                     | Fast Wheels Competition   | ?    | ?        | ?             | 2     | 25º       |
| 2003     | Ford Mustang Championship Mexico          | Telmex                    | ?    | ?        | ?             | 0     | NC        |
| 2003     | Formula Dodge National Championship       | Skip Barber Racing School | 13   | 2        | 5             | 162   | 2º        |
| 2003     | Barber Dodge Pro Series                   | Skip Barber Racing School | 3    | 0        | 0             | 17    | 21º       |
| 2003     | North American Fran Am 2000               | GTI Formula Motorsports   | ?    | ?        | ?             | 18    | 30º       |
| 2004     | Formula Renault 2000 Italia               | Cram Competition          | 17   | 0        | 0             | 115   | 8º        |
| 2004     | Formula Renault 2000 Eurocup              | Cram Competition          | 15   | 0        | 0             | 20    | 18º       |
| 2005     | British Formula Three – Scholarship Class | P1 Motorsport             | 22   | 9        | 9             | 300   | 1º        |
| 2005-06  | A1 Grand Prix                             | A1 Team Mexico            | 16   | 2        | 1             | 59    | 10º†      |
| 2006     | British Formula Three                     | Hitech Racing             | 19   | 0        | 0             | 54    | 10º       |
| 2006     | Masters of Formula 3                      | Hitech Racing             | 1    | 0        | 0             | N/A   | 23º       |
| 2006-07  | A1 Grand Prix                             | A1 Team Mexico            | 18   | 0        | 0             | 35    | 10º†      |
| 2007     | Rolex Sports Car Series – DP              | Chip Ganassi Racing       | 2    | 1        | 0             | 57    | 45º       |
| 2007     | Formula Renault 3.5 Series                | Interwetten.com           | 17   | 1        | 1             | 64    | 9º        |
| 2007-08  | A1 Grand Prix                             | A1 Team Mexico            | 2    | 0        | 0             | 22    | 16º†      |
| 2008     | Formula Renault 3.5 Series                | Interwetten.com           | 15   | 1        | 0             | 61    | 9º        |
| 2008     | Rolex Sports Car Series – DP              | Chip Ganassi Racing       | 1    | 0        | 0             | 13    | 60º       |
| 2008-09  | A1 Grand Prix                             | A1 Team Mexico            | 8    | 0        | 0             | 8     | 13º†      |
| 2009     | Formula Renault 3.5 Series                | Interwetten.com Racing    | 2    | 0        | 0             | 0     | 35º       |
| 2010     | Formula Renault 3.5 Series                | FHV Interwetten.com       | 2    | 0        | 0             | 0     | NC        |
| 2010     | NASCAR Corona Series                      | HO Speed Racing           | 13   | 0        | 1             | 1400  | 23º       |
| 2012     | NASCAR Toyota Series                      | Equipo Telcel             | 14   | 0        | 0             | 410   | 15º       |
| 2014-15  | Formula E                                 | Amlin Aguri               | 9    | 0        | 0             | 13    | 21º       |
| 2015-16  | Formula E                                 | Trulli GP/Team Aguri      | 3    | 0        | 0             | 0     | -         |

### Barber Dodge Pro
| Anno | 1   | 2   | 3   | 4   | 5   | 6   | 7   | 8      | 9      | 10    | Punti | Pos. |
| ---- | --- | --- | --- | --- | --- | --- | --- | ------ | ------ | ----- | ----- | ---- |
| 2003 | STP | MTY | MIL | LAG | POR | CLE | TOR | VAN 17 | MDO 10 | MTL 5 | 17    | 21º  |

### World Series by Renault
| Anno | Squadra             | 1         | 2        | 3         | 4        | 5        | 6        | 7         | 8         | 9        | 10       | 11       | 12        | 13       | 14       | 15       | 16        | 17        | Punti | Pos. |
| ---- | ------------------- | --------- | -------- | --------- | -------- | -------- | -------- | --------- | --------- | -------- | -------- | -------- | --------- | -------- | -------- | -------- | --------- | --------- | ----- | ---- |
| 2007 | Interwetten.com     | MNZ 1 9   | MNZ 2 1  | NÜR 1 Rit | NÜR 2 26 | MON 1 3  | HUN 1 16 | HUN 2 Rit | SPA 1 4   | SPA 2 3  | DON 1 17 | DON 2 8  | MAG 1 Rit | MAG 2 22 | EST 1 19 | EST 2 17 | CAT 1 2   | CAT 2 7   | 64    | 8º   |
| 2008 | Interwetten.com     | MNZ 1 Rit | MNZ 2 14 | SPA 1 2   | SPA 2 4  | MON 1 16 | SIL 1    | SIL 2 3   | HUN 1 Rit | HUN 2 16 | NÜR 1 4  | NÜR 2 SQ | BUG 1 7   | BUG 2 7  | EST 1 16 | EST 2 22 | CAT 1 Rit | CAT 2 12  | 61    | 9º   |
| 2009 | Interwetten.com     | CAT 1     | CAT 2    | SPA 1     | SPA 2    | MON 1    | HUN 1    | HUN 2     | SIL 1     | SIL 2    | BUG 1    | BUG 2    | ALG 1     | ALG 2    | NÜR 1 NP | NÜR 2 16 | ALC 1 16  | ALC 2 Rit | 0     | 35º  |
| 2010 | FHV Interwetten.com | ALC 1     | ALC 2    | SPA 1     | SPA 2    | MON 1    | BRN 1    | BRN 2     | MAG 1     | MAG 2    | HUN 1    | HUN 2    | HOC 1     | HOC 2    | SIL 1    | SIL 2    | CAT 1 NC  | CAT 2 Rit | 0     | NC   |

### A1 GP
| Anno    | Squadra        | 1         | 2         | 3         | 4         | 5           | 6           | 7           | 8           | 9          | 10          | 11         | 12          | 13         | 14         | 15          | 16          | 17          | 18          | 19        | 20        | 21        | 22        | Punti | Pos. team |
| ------- | -------------- | --------- | --------- | --------- | --------- | ----------- | ----------- | ----------- | ----------- | ---------- | ----------- | ---------- | ----------- | ---------- | ---------- | ----------- | ----------- | ----------- | ----------- | --------- | --------- | --------- | --------- | ----- | --------- |
| 2005-06 | A1 Team Mexico | GBR SPR 6 | GBR FEA 3 | GER SPR   | GER FEA   | POR SPR Rit | POR FEA Rit | AUS SPR Rit | AUS FEA Rit | MYS SPR    | MYS FEA     | UAE SPR 18 | UAE FEA 8   | RSA SPR    | RSA FEA    | IDN SPR 3   | IDN FEA Rit | MEX SPR Rit | MEX FEA Rit | USA SPR 1 | USA FEA 1 | CHN SPR 3 | CHN FEA 8 | 59    | 10º       |
| 2006-07 | A1 Team Mexico | NED SPR 2 | NED FEA 5 | CZE SPR 7 | CZE FEA 3 | BEI SPR 2   | BEI FEA Rit | MYS SPR 11  | MYS FEA Rit | IDN SPR 2  | IDN FEA 6   | NZL SPR 12 | NZL FEA Rit | AUS SPR 11 | AUS FEA 15 | RSA SPR Rit | RSA FEA Rit | MEX SPR 17  | MEX FEA Rit | SHA SPR   | SHA FEA   | GBR SPR   | GBR SPR   | 35    | 10º       |
| 2007-08 | A1 Team Mexico | NED SPR 4 | NED FEA 4 | CZE SPR   | CZE FEA   | MYS SPR     | MYS FEA     | ZHU SPR     | ZHU FEA     | NZL SPR    | NZL FEA     | AUS SPR    | AUS FEA     | RSA SPR    | RSA FEA    | MEX SPR     | MEX FEA     | SHA SPR     | SHA FEA     | GBR SPR   | GBR SPR   |           |           | 22    | 16º       |
| 2008-09 | A1 Team Mexico | NED SPR   | NED FEA   | CHN SPR   | CHN FEA   | MYS SPR     | MYS FEA     | NZL SPR 15  | NZL FEA Rit | RSA SPR 16 | RSA FEA Rit | POR SPR 9  | POR FEA 4   | GBR SPR 3  | GBR SPR 6  |             |             |             |             |           |           |           |           | 19    | 13º       |

### 24 ore di Daytona
| Anno | Squadra                    | Nº | Auto             | Compagni                           | Giri | Classe | Pos.   | Pos. classe |
| ---- | -------------------------- | -- | ---------------- | ---------------------------------- | ---- | ------ | ------ | ----------- |
| 2007 | Telmex Chip Ganassi Racing | 01 | Riley MkXI-Lexus | Juan Pablo Montoya Scott Pruett    | 668  | DP     | 1      | 1           |
| 2008 | Chip Ganassi Racing        | 02 | Riley MkXI-Lexus | Dan Wheldon Scott Dixon Alex Lloyd | 515  | DP     | 17 Rit | 44 Rit      |

### NASCAR Mexico
| Anno | Squadra       | Vettura | 1      | 2      | 3      | 4      | 5      | 6      | 7      | 8      | 9      | 10     | 11     | 12     | 13     | 14     | Punti | Pos. |
| 2010 | HO Racing     | Toyota  | AGS 25 | QRO 25 | SLT 9  | TXG 3  | MXC 24 | PUE 22 | GDL 33 | MTY 10 | SL2 3  | MX2 13 | QR2 29 | PU2 29 | TX2 28 | AG2 ES | 1400  | 23º  |
| 2012 | Equipo Telcel | Dodge   | MTY 18 | SLP 11 | QRO 22 | MXC 26 | PUE 18 | AGS 14 | MX2 15 | SL2 5  | QR2 12 | AG2 5  | PU2 22 | MT2 10 | CHI 7  | MX3 22 | 410   | 15º  |

### Formula E
| Anno    | Squadra              | Vettura                                      | 1   | 2   | 3      | 4       | 5      | 6       | 7       | 8      | 9     | 10     | 11    | Punti | Pos. |
| ------- | -------------------- | -------------------------------------------- | --- | --- | ------ | ------- | ------ | ------- | ------- | ------ | ----- | ------ | ----- | ----- | ---- |
| 2014–15 | Amlin Aguri          | Spark-Renault SRT 01E                        | PEC | PUT | PDE 16 | BNA SQ  | MIA 10 | LBH Rit | MON Rit | BER 16 | MOS 6 | LON 17 | LON 8 | 13    | 21º  |
| 2015-16 | Trulli GP Team Aguri | Spark-Motomatica JT-01 Spark-Renault SRT 01E | PEC | PUT | PDE    | BNA Rit | MEX 15 | LHB 14  | PAR     | BER    | LON   | LON    |       | 0     | 22º  |